# إل. د. ماير
إل. د. ماير (بالإنجليزية: L. D. Meyer)‏ هو لاعب كرة قاعدة أمريكي، ولد في 7 أكتوبر 1915 في واكو في الولايات المتحدة، وتوفي في 19 يناير 2003 في فورت وورث في الولايات المتحدة.